# Räddningstjänsten Östra Blekinge

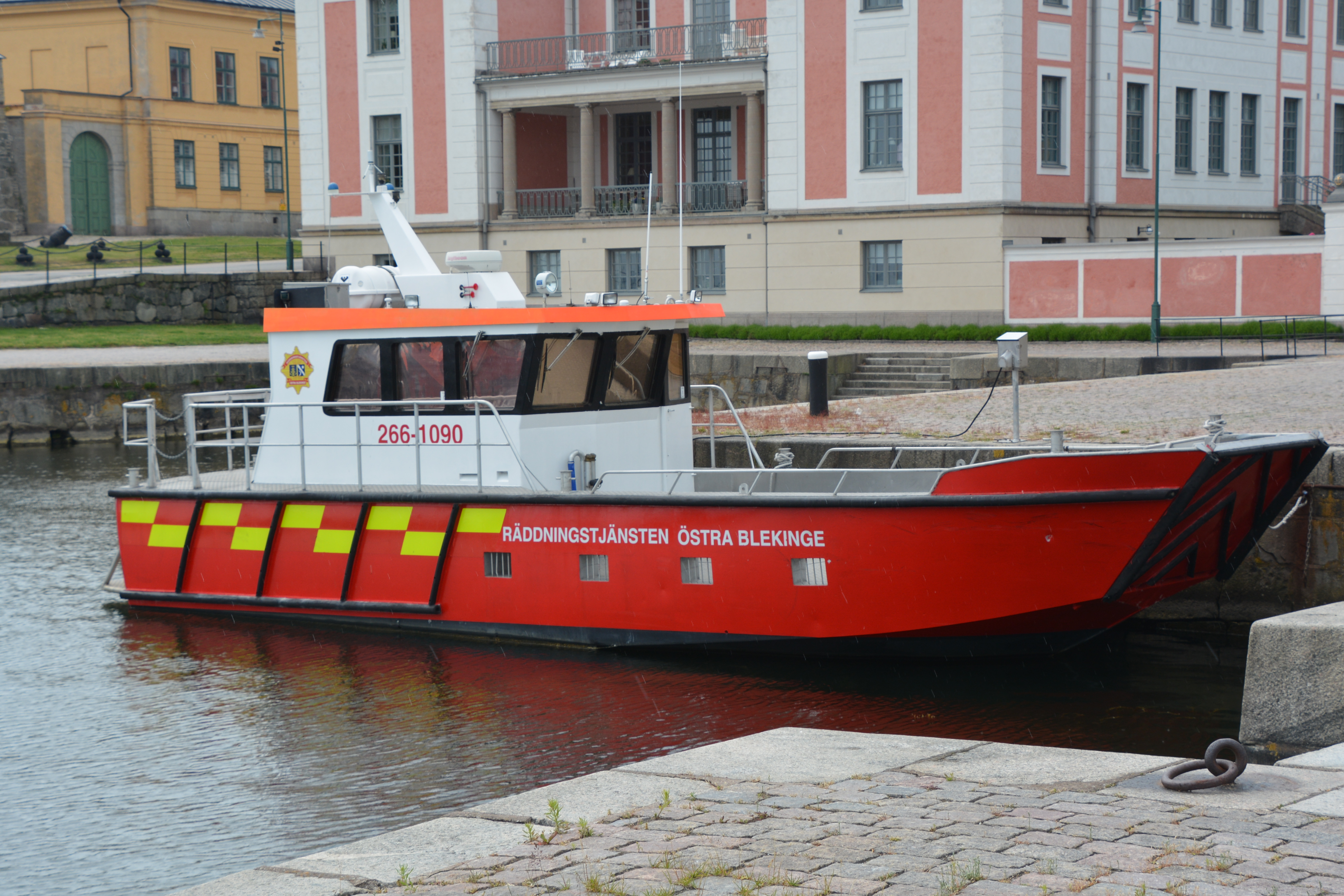
Brandbåt i Karlskrona

Räddningstjänsten Östra Blekinge är ett kommunalförbund mellan Karlskrona och Ronneby kommuner för brandförsvar.
Räddningstjänsten Östra Blekinge bildades år 2000 som en gemensam räddningstjänst för Karlskrona och Ronneby. De tidigare två kårerna i de bägge kommunerna upphörde därmed som självständiga enheter.
I Karlskrona låg den gamla brandstationen på Norra Kungsgatan. En nybyggd brandstation med slangtorn och gymnastiksal invigdes 1966 på Blekingegatan på Pottholmen. Karlskrona brandstation ligger sedan hösten 2018 vid trafikplats Oskarsvärn vid Österleden.

## Brandstationer
- Karlskrona –  heltidsstation bemannad med en insatsledare, en styrkeledare och fem brandmän, samt en räddningschef i beredskap.
- Ronneby – kombinerad hel- och deltidsstation bemannad med en styrkeledare och fyra brandmän på heltid samt två brandmän på deltid.
- Bräkne-Hoby – deltidsstation med en styrkeledare och fyra brandmän
- Eringsboda – deltidsstation (nätter och helger med en styrkeledare och en brandman)/räddningsvärn (dagtid)
- Hallabro – deltidsstation med en styrkeledare och två brandmän
- Holmsjö – deltidsstation med en styrkeledare och tre brandmän
- Jämjö – deltidsstation med en styrkeledare och tre brandmän
- Rödeby – deltidsstation med en styrkeledare och fyra brandmän
- Sturkö – deltidsstation med en styrkeledare och två brandmän
- Aspö – räddningsvärn med tolv man
- Hasslö – räddningsvärn med tolv man